# Ольт, Жани
Жани Ольт (фр. Jany Holt, урождённая Руксандра Екатарина Владеску Олт (рум. Ruxandra Ekatarina Vladescu Olt), 13 мая 1909 — 26 октября 2005) — французская актриса румынского происхождения.

## Биография
Родилась 13 мая 1909 года в Бухаресте в семье адвоката. В 1926 году родители отправили её в Париж для обучения коммерческому делу. Вместо этого она решила записаться на драматические курсы Шарля Дюллена и Габриэль Фонтэн. Актёрскую карьеру Ольт начинала в театре как дублерша, прежде чем в 1935 году получила собственную роль.
В 1931 году Жани Ольт дебютировала в кино, снявшись в фильме «Человек в пальто». Настоящая актёрская карьера в кино началась только с 1935 года после участия в фильме Абеля Ганса «Лунная соната». В 1936 году она сыграла роль дочери раввина Рашель в фильме ужасов Жюльена Дювивье «Голем». В довоенный период она появилась в фильмах Жана Ренуара, Жана Древиля, Марселя Л’Эрбье, Пьера Шеналя и других.
В 1936 году Жане Ольто вышла замуж за актёра Марселя Далио. Еврей на национальности Далио отказался принять католическую веру, как того требовали родители Ольт, поэтому пара в 1939 году развелась. В 1940 году она вышла замуж за писателя Жака Пореля (1893—1982). Во время Второй мировой войны Жани Ольт принимала активное участие в движении Сопротивления Митридат, за что была награждена Военным крестом с золотой пальмовой ветвью.
В послевоенные годы Ольт продолжила сниматься в кино и на телевидении, появившись в картинах «Жервеза» (1956), «Женщина-левша» (1978) и «Мишень» (1985), исполнив в общей сложности за годы
своей карьеры более пятидесяти ролей. Помимо этого до 1972 года актриса продолжала периодически играть и на театральной сцене.
Жани Ольт умерла 26 октября 2005 года в больнице города Нейи-сюр-Сен недалеко от Парижа в возрасте 96 лет.